# أنطونيو ريس
أنطونيو ريس (بالبرتغالية: António Reis‏) هو كاتب سيناريو ومخرج وشاعر برتغالي، ولد في 27 أغسطس 1927 في Valadares (Vila Nova de Gaia) ‏ في البرتغال، وتوفي في 10 سبتمبر 1991 في البرتغال.

## وصلات خارجية
- أنطونيو ريس على موقع IMDb (الإنجليزية)
- أنطونيو ريس على موقع ألو سيني (الفرنسية)
- أنطونيو ريس على موقع أول موفي (الإنجليزية)
- أنطونيو ريس على موقع قاعدة بيانات الأفلام السويدية (السويدية)
- أنطونيو ريس على موقع قاعدة بيانات الفيلم (الإنجليزية)
- أنطونيو ريس على موقع كينوبويسك (الروسية)